# Административно-территориальное деление Еврейской автономной области

## Административно-территориальное устройство

Административно-территориальное деление Еврейской АО

Согласно Закону «Об административно-территориальном устройстве Еврейской автономной области», субъект РФ включает следующие административно-территориальные единицы:
- 1 город (соответствует категории областного значения)
  - Биробиджан,
- 5 районов

1. Биробиджанский район,
2. Ленинский район,
3. Облученский район,
4. Октябрьский район,
5. Смидовичский район.

Административным центром Еврейской автономной области является город Биробиджан.
Административно-территориальные единицы (город областного значения и районы) делятся на территориальные единицы — городские и сельские населённые пункты.

## Муниципальное устройство
В рамках муниципального устройства АО, в границах административно-территориальных единиц Еврейской автономной области образованы 33 муниципальных образования (по состоянию на 1 января 2016 года):  
- 1 городской округ
- 5 муниципальных районов, на территории которых располагаются 
  - 10 городских поселений и
  - 17 сельских поселений.

## Районы и город (городской округ)
| №        | Название                      | Флаг | Герб | Код ОКАТО | Код ОКТМО | Площадь, км² | Население, чел. (2023 г.) | Административный центр |
| -------- | ----------------------------- | ---- | ---- | --------- | --------- | ------------ | ------------------------- | ---------------------- |
| 1e-06    | Город (городской округ)       |      |      |           |           |              |                           |                        |
| 1        | Город Биробиджан              |      |      | 99 401    | 99 701    | 169,38       | ↘67 212                   | город Биробиджан       |
| 1.000002 | Районы (муниципальные районы) |      |      |           |           |              |                           |                        |
| 2        | Биробиджанский район          |      |      | 99 205    | 99 605    | 4 442,56     | ↘10 103                   | город Биробиджан       |
| 3        | Ленинский район               |      |      | 99 210    | 99 610    | 6 068        | ↘15 482                   | село Ленинское         |
| 4        | Облученский район             |      |      | 99 220    | 99 620    | 13 300       | ↘23 573                   | город Облучье          |
| 5        | Октябрьский район             |      |      | 99 225    | 99 625    | 6 400        | ↘7610                     | село Амурзет           |
| 6        | Смидовичский район            |      |      | 99 230    | 99 630    | 5 900        | ↘22 154                   | пгт Смидович           |

## Городские и сельские поселения
Ниже представлен перечень городских и сельских поселений, распределённых по муниципальным районам.
Городские поселения выделены жирным шрифтом.

### Биробиджанский район
| Поселение     | Подчинённые населённые пункты                                           |
| ------------- | ----------------------------------------------------------------------- |
| Бирофельдское | с. Бирофельд, с. Алексеевка, с. Димитрово, с. Красивое, с. Опытное Поле |
| Валдгеймское  | с. Валдгейм, с. Аэропорт, с. Жёлтый Яр, с. Красный Восток, с. Пронькино |
| Дубовское     | с. Дубовое, с. Казанка                                                  |
| Надеждинское  | с. Надеждинское, с. Головино                                            |
| Найфельдское  | с. Найфельд, с. Петровка, с. Русская Поляна                             |
| Птичнинское   | с. Птичник, с. Кирга, с. Раздольное                                     |

### Ленинский район
| Поселение   | Подчинённые населённые пункты                                                                      |
| ----------- | -------------------------------------------------------------------------------------------------- |
| Бабстовское | с. Бабстово, ст. Бабстово, с. Горное, с. Октябрьское, с. Целинное                                  |
| Биджанское  | с. Биджан, с. Башмак, с. Венцелево, с. Кирово, с. Новотроицкое, с. Преображеновка, с. Степное      |
| Дежнёвское  | с. Дежнёво, с. Квашнино, с. Новое                                                                  |
| Лазаревское | с. Лазарево, с. Унгун                                                                              |
| Ленинское   | с. Ленинское, с. Воскресеновка, с. Калинино, с. Кукелево, ст. Ленинск, с. Нижнеленинское, с. Чурки |

### Облученский район
| Поселение     | Подчинённые населённые пункты                                                  |
| ------------- | ------------------------------------------------------------------------------ |
| Бираканское   | пгт Биракан, с. Новый, с. Тёплые Ключи                                         |
| Бирское       | пгт Бира, с. Будукан, с. Семисточный, с. Трек                                  |
| Известковское | пгт Известковый, с. Абрамовка, с. Двуречье, с. Кимкан, с. Рудное, с. Снарский  |
| Кульдурское   | пгт Кульдур                                                                    |
| Облученское   | г. Облучье, пгт Хинганск, ст. Лагар-Аул, с. Соловьёвка, с. Сутара, ст. Ударный |
| Теплоозерское | пгт Теплоозёрск, пгт Лондоко, с. Лондоко                                       |
| Пашковское    | с. Пашково, с. Заречное с. Радде, с. Башурово                                  |

### Октябрьский район
| Поселение   | Подчинённые населённые пункты                                                        |
| ----------- | ------------------------------------------------------------------------------------ |
| Амурзетское | с. Амурзет, с. Екатерино-Никольское, с. Озёрное, с. Помпеевка, с. Пузино, с. Союзное |
| Нагибовское | с. Благословенное, с. Доброе, с. Нагибово, с. Ручейки, с. Садовое                    |
| Полевское   | с. Полевое, с. Луговое, с. Самара, с. Столбовое                                      |

### Смидовичский район
| Поселение    | Подчинённые населённые пункты                                                                       |
| ------------ | --------------------------------------------------------------------------------------------------- |
| Волочаевское | пгт Волочаевка-2, с. Соцгородок                                                                     |
| Николаевское | пгт Николаевка, с. Дежнёвка, с. Ключевое                                                            |
| Приамурское  | пгт Приамурский, с. Владимировка, с. Имени Тельмана, с. Осиновка                                    |
| Смидовичское | пгт Смидович, с. Аур, с. Белгородское, ст. Икура, ст. Оль, с. Песчаное, ст. Урми, раз. Усов Балаган |
| Волочаевское | с. Партизанское, с. Волочаевка-1, ст. Лумку-Корань, ст. Ольгохта                                    |
| Камышовское  | с. Камышовка, с. Даниловка, ст. Дежнёвка, с. Нижнеспасское                                          |

## История

### 1928—1933 годы. Биробиджанский район ДВК
28 марта 1928 года ЦИК СССР удовлетворил просьбу еврейской переселенческой организации КомЗЕТ (Комитет по земельному устройству еврейских трудящихся при Совете национальностей) о передаче в её распоряжение для сплошного заселения евреями территорию на Дальнем Востоке. Постановлением ЦИК СССР за КОМЗЕТом были закреплены свободные земли в Приамурской полосе Дальневосточного края, включающие Бирско-Биджанский район Дальневосточного края, Михайло-Семёновский район Хабаровского округа, а также Екатерино-Никольский и часть Хингано-Архаринского района Амурского округа. Весь выделенный район упоминался как Бирско-Биджанский (центр — станция Тихонькая).

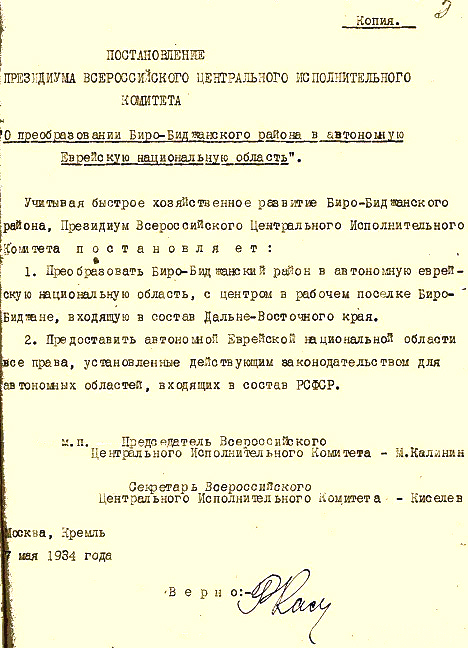
Копия постановления Президиума ВЦИК «О преобразовании Биро-Биджанского района в автономную Еврейскую национальную область»

20 августа 1930 года решением ВЦИК «Биро-Биджан», занимавший территорию четырёх различных административных районов, был преобразован в отдельную самостоятельную административно-территориальную единицу — Биро-Биджанский национальный район (центр — станция Тихонькая) в составе Дальневосточного края.
В апреле 1931 года в административное подчинение Биро-Биджанскому национальному району был передан Амуро-Тунгусский район (центр — село Кукан).
10 октября 1931 года постановлением Президиума ВЦИК селение Тихонькая было отнесено к категории рабочих посёлков и ему присвоено наименование Биробиджан.
19 ноября 1933 года постановлением Дальневосточного Крайисполкома центр Амуро-Тунгусского района из села Кукан был перенесён в село Новокуровка.

### 1934—1937 годы. Еврейская АО ДВК
7 мая 1934 года постановлением ЦИК СССР Биро-Биджанский национальный район был преобразован в Еврейскую национальную область в составе Дальневосточного края с центром в Биробиджане.
20 июля 1934 года ВЦИК постановил «образовать в составе автономной Еврейской национальной области:
1) Биробиджанский район с центром в рабочем посёлке Биробиджан;
2) Бирский район с центром в рабочем поселке Бира;
3) Сталинский район с центром в селении Сталинск (быв. Сталинфельд);
4) Блюхеровский район с центром в селении Блюхерово (быв. Михайлово-Семеновское);
5) Смидовичский район с центром в рабочем поселке Смидович (быв. Ин)».
Амуро-Тунгусский район был возвращён в административное подчинение Дальневосточному краю.
В 1935 году Инский район был переименован в Смидовичский район (центр — посёлок Смидович).
В 1936 году был упразднён Биробиджанский район.

### 1938—1991 годы. Еврейская АО Хабаровского края
20 октября 1938 года Дальневосточный край был разделён на Хабаровский и Приморский. Еврейская автономная область вошла в состав новообразованного Хабаровского края.
В 1938 году Блюхерский район был переименован в Ленинский район (центр — село Ленинское).
| К 1 апреля 1940 года АТД Еврейской автономной области выглядело следующим образом: | К 1 апреля 1940 года АТД Еврейской автономной области выглядело следующим образом: | К 1 апреля 1940 года АТД Еврейской автономной области выглядело следующим образом: |
| Район                                                                              | Центр                                                                              | Сельсоветы, города и посёлки районного подчинения |
| ---------------------------------------------------------------------------------- | ---------------------------------------------------------------------------------- | --- |
| Биробиджан                                                                         |                                                                                    | Бирофельдский, Бирушкинский, Вальдгеймский, Головинский, Казанский, Надеждинский, Пронькинский, Раздольненский |
| Бирский                                                                            | посёлок Бира                                                                       | Ашиканский, Башуровский, Ивановский, Кимканский, Кульдурский дпс, Пашковский, Раддевский, Сутарский, город Облучье, посёлки Бира, Биракан, Лондоко                                                                          |
| Ленинский                                                                          | село Ленинское                                                                     | Бабстовский, Башмакский, Биджанский, Венцелевский, Воскресеновский, Дежнёвский, Квашнинский, Кировский, Кукелевский, Лазаревский, Ленинский, Новинский, Ново-Троицкий, Преображеновский, Степновский, Урканский, Чуркинский |
| Смидовичский                                                                       | посёлок Смидович                                                                   | Владимировский, Волочаевский, Даниловский, Дежнёвский, Нижне-Спасский, Петровский, Покровский, Самаро-Орловский, Урминский, посёлки 2-я Волочаевка, Николаевка, Смидович                                                    |
| Сталинский                                                                         | село Амурзет                                                                       | Амурзетский, Благословенский, Добринский, Екатерино-Никольский, Нагибовский, Пузиновский, Самарский, Союзовский, Сталинский пс, Столбовский                                                                                 |

2 июля 1942 года указом Президиума Верховного Совета РСФСР был вновь образован Биробиджанский район.
4 сентября 1945 года центр Бирского района был перенесён из посёлка Бира в город Облучье, район был переименован в Облученский район.
В 1961 году Сталинский район был переименован в Амурский район, а 1 февраля 1963 года Амурский район — в Октябрьский район (центр — село Амурзет).
| К 1 января 1986 года АТД Еврейской автономной области выглядело следующим образом: | К 1 января 1986 года АТД Еврейской автономной области выглядело следующим образом: | К 1 января 1986 года АТД Еврейской автономной области выглядело следующим образом:                                                                                                |
| Район                                                                              | Центр                                                                              | Сельсоветы, города и посёлки районного подчинения |
| ---------------------------------------------------------------------------------- | ---------------------------------------------------------------------------------- | --- |
| Биробиджан                                                                         |                                                                                    | |
| Биробиджанский                                                                     | город Биробиджан                                                                   | Бирофельдский, Бирушкинский, Вальдгеймский, Головинский, Дубовской, Желтояровский, Киргинский, Найфельдский                                                                       |
| Ленинский                                                                          | село Ленинское                                                                     | Бабстовский, Башмакский, Биджанский, Венцелевский, Воскресеновский, Дежнёвский, Калининский, Кировский, Кукелевский, Лазаревский, Ленинский, Новинский, Новотроицкий, Степновский |
| Облученский                                                                        | город Облучье                                                                      | Башуровский, Будуканский, Двуреченский, Кимканский, Пашковский, Раддевский, город Облучье, посёлки: Бира, Биракан, Известковый, Кульдур кп, Лондоко, Теплоозёрск, Хинганск        |
| Октябрьский                                                                        | село Амурзет                                                                       | Амурзетский, Благословенский, Добринский, Екатерино-Никольский, Нагибовский, Полевской, Пузиновский, Самарский, Столбовской                                                       |
| Смидовичский                                                                       | посёлок Смидович                                                                   | Аурский, Волочаевский, Даниловский, Камышовский, Ключевской, Партизанский, Песчановский, посёлки: Волочаевка-2, Николаевка, Приамурский, Смидович, им. Тельмана                   |

### с 1991 года. Еврейская АО
В 1991 году Постановлением Президиума Верховного Совета РСФСР Еврейская автономная область была выделена из состава Хабаровского края в самостоятельный субъект РСФСР.
В результате муниципальной реформы 2006 года в настоящее время АТД Еврейской автономной области имеет следующий вид:
| Район          | Центр            | Сельские и городские поселения |
| -------------- | ---------------- | --- |
| Биробиджан     |                  | |
| Биробиджанский | город Биробиджан | Бирофельдский, Валдгеймский, Головинский, Дубовской, Желтояровский, Киргинский, Красивенский, Найфельдский, Птичнинский                                                                                         |
| Ленинский      | село Ленинское   | Бабстовский, Башмакский, Биджанский, Венцелевский, Воскресеновский, Дежнёвский, Калининский, Кировский, Кукелевский, Лазаревский, Ленинский, Новинский, Новотроицкий, Преображеновский, Степновский, Чуркинский |
| Облученский    | город Облучье    | Башуровский, Будуканский, Двуреченский, Кимканский, Пашковский, Раддевский, Бира, Биракан, Известковый, Кульдур кп, Лондоко, Облучье, Теплоозёрск, Хинганск                                                     |
| Октябрьский    | село Амурзет     | Амурзетский, Благословенский, Добринский, Екатерино-Никольский, Нагибовский, Полевской, Пузиновский, Самарский, Столбовской                                                                                     |
| Смидовичский   | посёлок Смидович | Аурский, Волочаевский, Даниловский, Камышовский, Ключевской, Партизанский, Песчановский, Волочаевка-2, Николаевка, Приамурский, Смидович, Им. Тельмана                                                          |